# Буйский Перевоз
Буйский Перевоз — деревня в Уржумском районе Кировской области в составе Петровского сельского поселения.

## География
Находится на правом берегу реки Вятка на расстоянии примерно 27 километров на север от районного центра города Уржум.

## История
Известна с 1716 года, когда здесь (тогда починок Буйское Городище) было учтено 16 дворов. В 1873 году учтено дворов 20 и жителей 216, в 1905 37 и 185, в 1926 41 и 177, в 1950 31 и 102, в 1989 17 жителей.

## Население
Постоянное население составляло 5 человек (русские 100 %) в 2002 году, 7 в 2010.